# Alicia Keys
Alicia Augello Cook (New York, 1981. január 25. –), művésznevén Alicia Keys többszörös Grammy-díjas amerikai R&B/soulénekes és dalszerző. Több mint harmincmillió albuma kelt el világszerte, számos díjat nyert, köztük tizenhét Grammy-díjat, tizenhét Billboard Music Awardot és három American Music Awardot. Drámai kontraalt hangja három oktávot ölel át. Legnagyobb példaképének Stevie Wondert tartja.
Első albuma, a 2001-ben megjelent Songs in A Minor világszerte nagy sikert aratott, több mint tizenegymillió példányban kelt el, és 2002-ben öt Grammy-díjat nyert, köztük a legjobb új előadónak és az év dalának járót (utóbbit a Fallin’ című dalért). Második stúdióalbuma, a The Diary of Alicia Keys 2003-ban jelent meg, és hasonlóan sikeres lett, kilencmillió példányban kelt el és 2005-ben négy Grammy-díjat nyert. Ugyanebben az évben jelent meg Unplugged című koncertfelvétele. harmadik, As I Am című stúdióalbuma, ami 2007-ben jelent meg, csaknem hatmillió példányban kelt el, ezzel Keys az évtized egyik legtöbb lemezt eladó énekese lett. Saját nemzedékéből egyike annak a kevés művésznek, aki felkerült a Billboard Hot 100 „minden idők legsikeresebb Hot 100 előadója” listájára.

## A korai évek
Keys New York Cityben született, Manhattan Harlem városrészében, Teresa (Terri) Augello  színésznő és Craig Cook légikísérő egyetlen gyermekeként. Anyja ír és olasz, apja jamaicai származású. Keysnek nem voltak gondjai félvér származásával.„New Yorkban nőttem fel, és hála Istennek, sosem kellett átmennem ezen a 'nem vagy elég fekete, nem vagy elég fehér' dolgon, mint a félvérek általában. Soha. Persze szembesültem előítéletekkel, de sosem kellett megküzdenem a két felemmel.”
Szülei korán elváltak, Keyst anyja nevelte fel Manhattan Hell’s Kitchen negyedében. 1985-ben több más lánnyal együtt Rudy Huxtable vendégeit játszották a The Cosby Show egyik, Slumber Party („Pizsamaparti”) című epizódjában. Hétévesen kezdett zongorázni, olyan szerzők műveit tanulta, mint Beethoven, Mozart, illetve kedvence, Chopin. Művésznevét tizenhat évesen választotta; eredetileg Wilde lett volna, menedzsere javasolta a Keys nevet, ami álmában jutott az eszébe. Alicia úgy érezte, ez a név illik hozzá, mint személyhez és mint előadóhoz. (A keys leggyakoribb jelentése „kulcsok”, de jelenti a hangszerek billentyűit is.)
Keys három év alatt elvégezte a manhattani előkelő Professional Performing Arts School középiskolát, és felvették a Columbia Egyetemre, amit azonban négy héttel később otthagyott, hogy zenei karrierbe kezdjen. Leszerződött Jermaine Dupri So So Def lemezcégéhez, melynek kiadványait akkoriban a Columbia Records terjesztette. A Dah Dee Dah (Sexy Thing) című dal, melyet Keys énekelt és melynek társszerzője is volt, felkerült az 1997-ben nagy sikert aratott Men in Black című film filmzenealbumára. Ez volt Keys első profi felvétele, kislemezen azonban nem jelent meg, és a Columbia Recordshoz fűződő szerződése is felbomlott. Keyst ezután Clive Davis szerződtette le az Arista Recordshoz, ami aztán megszűnt. Keys követte Davist annak újonnan alapított lemezcégéhez, a J Recordshoz, ahol először két dalt vett fel: a Rock wit U-t, ami a 2000-ben megjelent Shaft betétdala volt és később felkerült Keys első albumára is, valamint a Rear View Mirrort, ami a 2001-ben megjelent Dr. Dolittle 2 betétdala és később megjelent a Fallin’ kislemezen is. Keys ezután megjelentette első albumát.

## Zenei pályafutása

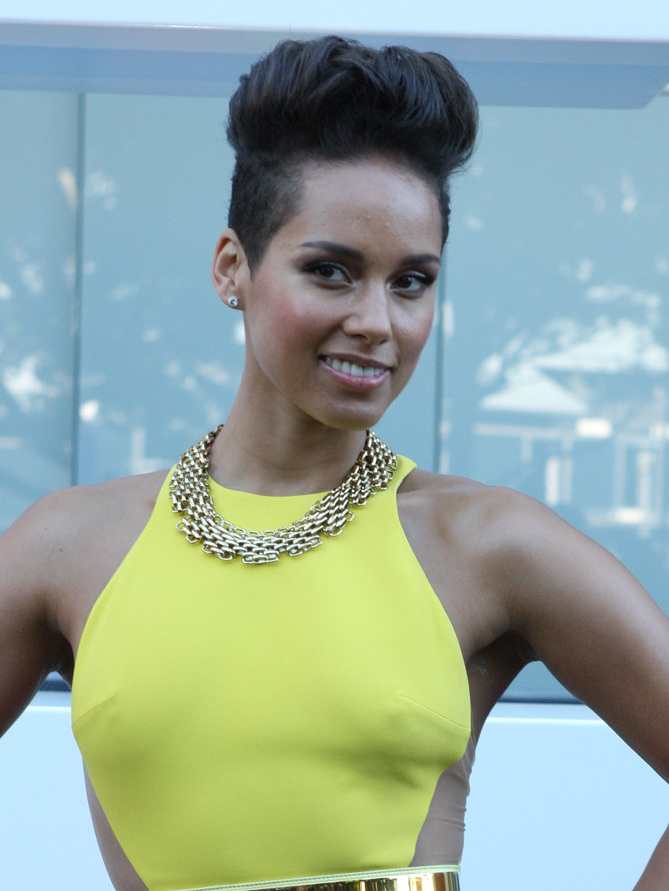
2013-ban

### Songs in A Minor(2001)
Az első stúdióalbum, a Songs in A Minor („Dalok A-mollban”) 2001. június 5-én jelent meg. Az első héten 235 000 példányban kelt el, azóta összesen több mint tízmilliót adtak el belőle világszerte. Ezzel Keys az USA-ban és külföldön is megalapozta hírnevét. Az Egyesült Államokban ő lett 2001 legtöbb lemezt eladó új előadója és legtöbb lemezt eladó R&B-énekese is. Az album nagyrészt kedvező kritikákat kapott.
Az album első kislemeze, a Fallin’ hat hetet töltött az amerikai Billboard Hot 100 első helyén. A második kislemez, az A Woman’s Worth legmagasabb helyezése ugyanezen a listán a 3. volt. Keys öt Grammy-díjat kapott az albumért a 44. Grammy-díjkiosztón; ezzel ő lett a második női szólóelőadó, aki egyetlen díjkiosztón öt Grammyt kapott (az első Lauryn Hill volt a 41. díjkiosztón).
A 2001. szeptember 11-ei terrortámadást követő jótékonysági koncerten Keys Donny Hathaway 1973-ban megjelent Someday We’ll All Be Free című dalának feldolgozását adta elő. Ez hallható a 2002. október 22-én megjelent Remixed & Unplugged in A Minor című albumon is, melyen a Songs in A Minor egyes dalainak remixei és akusztikus előadásai hallhatóak.
2002-ben dalszerzőként, társproducerként és háttérénekesként közreműködött Christina Aguilera Stripped című albumán, az Impossible című számon.

### The Diary of Alicia Keys(2003)
Keys második albuma, a The Diary of Alicia Keys („Alicia Keys naplója”) 2003. december 2-án jelent meg. Az album, mely kedvező kritikai fogadtatást kapott, a Billboard 200 slágerlista első helyén nyitott, az első héten 618 000 példány kelt el belőle, azóta pedig az Egyesült Államokban 4.4 millió, világszerte kilencmillió. Ezzel az USA-ban ez lett a hatodik legtöbb példányban elkelt album női előadótól (második, ha a női R&B-előadókat nézzük). Az album első két kislemeze, a You Don’t Know My Name és az If I Ain’t Got You a top 5-be jutottak a Billboard Hot 100-on, a harmadik kislemez, a Diary a top 10-be, a negyedik, a Karma pedig a 20. helyre került a Hot 100-on és a harmadikra a Top 40 Mainstream slágerlistán. Az If I Ain’t Got You lett a Billboard Hot R&B/Hip-Hop Songs slágerlista hatvanhárom éves története folyamán az első olyan dal női előadótól, ami több mint egy évig maradt a listán, megdöntve Mary J. Blige Your Child című dalának rekordját (49 hét). Keys 2004 legtöbb lemezt eladó női R&B-előadója lett.
A 2004-es MTV Video Music Awards díjkiosztón Keys If I Ain’t Got You videóklipje nyerte el a legjobb R&B-videóklipnek járó díjat. A 2005-ös díjkiosztón ugyanezt a díjat a Karma klipje is elnyerte.
A 47. Grammy-díjkiosztón, 2005-ben Keys előadta az If I Ain’t Got You-t, majd Jamie Foxxszal és Quincy Jonesszal együtt a Georgia on My Mind című Hoagy Carmichael-dalt, ami Ray Charles előadásában vált híressé 1960-ban. Ezen a díjkiosztón Keys négy Grammy-díjat nyert, hármat az albumért és dalaiért, egyet pedig a My Boo című dalért, melyet Usherrel énekelt. A négy elnyert díj mellett négy jelölést is kapott ebben az évben.

### Unplugged(2005)
Keys 2005. július 14-én fellépett az MTV zenetévé MTV Unplugged sorozatán belül a Brooklyni Zeneakadémián. A koncerten Keys nemcsak jól ismert dalait adta elő, hanem több feldolgozást is (némelyiket vendégelőadók közreműködésével, Common és Mos Def rapperekével, illetve Damian Marley reggae-zenésszel és Adam Levine-nal, a Maroon 5 frontemberéével). Ezen a koncerten mutatott be két újonnan írt dalt is, a Stolen Momentset és az Unbreakable-t. Utóbbi az album első kislemeze lett, a 4. helyig jutott a Billboard Hot R&B/Hip-Hop Songs és a 34-ikig a Hot 100 slágerlistán, valamint 2005 végén tizenegy hétig vezette a Billboard Hot Adult R&B Airplay rádiós játszásokon alapuló slágerlistát. A koncert CD-n és DVD-n is megjelent 2005. október 11-én. Az album az amerikai Billboard 200 első helyén nyitott az első héten elkelt 196 000 példánnyal. Azóta az USA-ban egymillió, világszerte kétmillió példányban kelt el. Ez volt az első MTV Unplugged album női előadótól, ami a slágerlista első helyén nyitott, és a legsikeresebb a listán a Nirvana 1994-ben kiadott MTV Unplugged in New York albuma óta. A 48. Grammy-díjkiosztón az Unplugged album négy jelölést kapott. Ugyanebben az évben három NAACP Image Awardot is elnyert.

### As I Am(2007)
A Rolling Stone magazin már 2005 decemberében jelentette, hogy Keys és dalszerzőpartnere, Kerry „Krucial” Brothers 2006 második felében kezd komolyan dolgozni a harmadik stúdióalbumon. Címét – As I Am – Keys a 2007-es BET Awards díjkiosztón adott interjújában erősítette meg június 26-án. Az album 2007. november 13-án jelent meg. 2007 elején Keys az MTV-nek beszélt az albumról: „Remekül kezd összeállni. Teljesen beleszerelmesedtem ebbe az albumba. Annyira friss és új.”
Az As I Am a Billboard 200 első helyén nyitott, az első héten 742 000 példány kelt el belőle, több, mint Keys előző albumaiból. 2007-ben csak egy olyan hét volt, amikor valamelyik albumból ennél több kelt el, és női szólóelőadótól ennyi lemezt egy héten utoljára 2004-ben adtak el (Norah Jones: Feels like Home.) Azzal, hogy egymás után négy albuma vezette az amerikai albumslágerlistát, Keys holtversenybe került Britney Spearsszel; más női előadónak nem volt egymás után négy olyan albuma, ami az első helyen nyitott volna. Az album a nemzetközi egyesített slágerlistán is az első helyen nyitott, az első héten 876 000 eladott példánnyal. A második héten 359 000 példányt adtak el az As I Amből, ezzel két hét alatt több mint egymillió kelt el belőle. Az első kislemeze, a No One lett Keys harmadik listavezető dala a Billboard Hot 100-on és az ötödik listavezető a Hot R&B/Hip-Hop Songs listán. Az 50. Grammy-díjkiosztón a dal két díjat nyert. A díjátadó ünnepséget Keys nyitotta meg; először Frank Sinatra 1950-es dalát, a Learnin’ the Blues-t énekelte el „duettként” a kivetítőn archív felvételen látható Sinatrával, később a No One-t adta elő John Mayerrel.
Az album második kislemeze, a Like You’ll Never See Me Again, ami 2007 végén jelent meg, a Billboard Hot 100-on bejutott a top 15-be, az R&B-slágerlistán pedig az első helyre került. A harmadik kislemez, a Teenage Love Affair az R&B-slágerlista 3. helyéig jutott. Keys előadta a dalt a BET Awards '08 díjkiosztón június 24-én. Itt több, 1990-es évekbeli R&B-slágert is előadott az eredeti előadókkal együtt: a Weak-et az SWV-vel, a Hold On-t az En Vogue-gal és a Waterfalls-t a TLC-vel, az SWV-vel és az En Vogue-gal. Ezen a díjátadón elnyerte a legjobb női R&B-előadónak járó díjat.
Az album negyedik, utolsó kislemeze a Superwoman.

### Quantum of Solace (filmzene)(2008)
Alicia Keys és Jack White énekelték fel a 22. James Bond-film, a Quantum of Solace egyik betétdalát. Az Another Way to Die lett az első olyan Bond-filmzene, amit duettként adtak elő. A dal szerzője és producere White, aki gitározik is a dalban, Keys pedig zongorázik. A dal klipjét Torontóban forgatták 2008. szeptember 6-án, mikor Keys a Torontói Nemzetközi Filmfesztiválon járt új filmje, a The Secret Life of Bees promóciójának részeként, White pedig az elektromos gitár történetéről szóló It Might Get Loud című dokumentumfilm miatt. A dal rádiópremierje világszerte szeptember 18-án volt, a filmzenealbum pedig október 28-án jelent meg.
Október 20-án a TV Guide bejelentette, hogy Keys öt American Music Award-jelölést kapott az As I Am albumért.
Alicia Keys új stúdiót nyitott a New York-i Long Islanden. A The Oven Studios tulajdonosai Keys és zeneszerzőpartnere, Kerry „Krucial” Brothers. A stúdió tervezője John Storyk, aki Jimi Hendrix Electric Lady Studios-ának tervezője is. Keys és Brothers a KrucialKeys Enterprises alapítói is, azé a dalszerző- és producercsapaté, ami Keys sikere mögött áll.

## Filmes karrier

### TV
Keys először 1985-ben szerepelt képernyőn, a Cosby Show Slumber Party című epizódjában, amelyet 1985. március 28-án vetítettek először. Egy Maria nevű kislányt játszott, Rudy (Keshia Knight Pulliam) egy barátját. A szereplők közt Alicia Cook néven sorolják fel; ez az egyetlen olyan szereplése, ahol az eredeti nevén említik.
A 2000-es évek elején Keys kisebb szerepeket vállalt tévésorozatokban (Charmed, American Dreams.) 2006 októberének elején a marslakó anyuka hangját adta a The Backyardigans című, gyermekeknek készült tévésorozat egy epizódjában, és elénekelt egy dalt is, Almost Everything Is Boinga Here címmel.
A Fresh Takes című minisorozatban, ami az MTV-n ment 2008 március-áprilisában, Keys játssza az egyik főszerepet. A sorozat három barátnőről szól, akik a huszonévesek mindennapi életét élik.

### Mozifilmek
Keys először 2007-ben szerepelt mozifilmben, a Smokin' Acesben, amelyben egy Georgia Sykes nevű orgyilkost alakított. A filmben szerepelt még Ben Affleck, Ray Liotta, Common, Andy Garcia, Taraji P. Henson, Jeremy Piven és Ryan Reynolds is. Színésztársai dicsérték Keyst; Reynolds azt mondta róla, természetes tehetsége van a színjátszáshoz, és meglepő, hogy korábban nem szerepelt filmben. Dicsérték teljesítményét második filmjében, a The Nanny Diariesben is, mely az azonos című, 2002-ben megjelent könyvön alapul. Keys a főszereplő legjobb barátnőjét, Lynette-et alakítja.
Keys és régóta vele dolgozó menedzsere, Jeff Robinson a Disneyvel is aláírtak egy szerződést, első filmjük az 1958-ban bemutatott Bell, Book and Candle című vígjáték feldolgozása lesz. Keys ebben egy boszorkányt játszik, aki bűbáj segítségével akarja elcsábítani vetélytársa vőlegényét. Keys és Robinson egy tévés produkciós céget is alapítottak, Big Pita néven. Első tévésorozatukat Keys élete ihlette, egy félvér gyermekről fog szólni, aki New Yorkban nő fel. Keys egy készülő tévéfilm gyártásvezető producere is lesz, a film címét még nem jelentették be.
Keys játszott a Sue Monk Kidd 2003-ban megjelent The Secret Life of Bees című könyvéből készült filmben is, Jennifer Hudsonnal és Queen Latifah-val. A film 2008. október 18-án került a mozikba, rendezője Gina Prince-Bythewood.
Egy készülő, az 1940-es években játszódó filmben, a Composition in Black and White-ban Keys Philippa Schuylert, egy félvér zongoristát alakítja. A film megtörtént eseten alapul. A film elmeséli Schuyler ellentmondásos karrierjének történetét, anyjához és a fekete közösséghez fűződő nehéz kapcsolatát, írói pályafutását és helikopterbalesetben történt halálát. Keyst különösen megfogta, hogy a filmben félvér nőt alakíthat és zongorázhat, ahogy a történet összetettsége is. „Nagyon mély történet; az anyjához fűződő kapcsolata egészen odáig eljut, hogy Philippa Európába megy és spanyolnak adja ki magát, hogy játszhasson és normális életet éljen” – mondta Keys, és hozzátette, Halle Berryvel együtt nagyon várják a forgatás kezdetét. Keys vonzódik az 1930-as, 40-es évekhez; hisz a reinkarnációban és nem tartja kizártnak, hogy akkor is élt.

## Jótékonyság
Keys híres jótékonysági tevékenységéről is. Egyik alapítója és nagykövete a Keep a Child Alive nonprofit kezdeményezésnél, ami életmentő gyógyszereket biztosít Afrikában élő, HIV-fertőzött és AIDS-es gyermekeknek és in hozzátartozóiknak. Keys és a U2 frontembere, Bono a 2006-os AIDS Világnapja alkalmából feldolgozták Peter Gabriel és Kate Bush Don’t Give Up című számát, Don’t Give Up (Africa) címmel, hogy felhívják a világ figyelmét az afrikai állapotokra.
Keys számos afrikai országot meglátogatott, köztük Ugandát, Kenyát és Dél-Afrikát is, hogy felhívja a figyelmet az AIDS-es és az AIDS által veszélyeztetett gyermekek gondozásának szükségességére. Afrikai munkásságáról 2008.július 4-én megjelent egy dokumentumfilm is, Alicia in Africa címmel.
Keys a Frum tha Ground Up szóvivője is, egy jótékonysági szervezeté, ami amerikai fiatalokat motivál arra, hogy érjenek el sikert. Más humanitárius rendezvényeken is részt vett, fellépett a Live 8 koncertsorozat keretén belül is, melynek célja, hogy rávegye a G8 vezetőit, hogy duplázzák meg az Afrikának szánt segélyeket, engedjék el az afrikai országok tartozásait legyenek igazságosak a velük való kereskedelemben. 2005 augusztusában a ReAct Now: Music & Relief keretén belül is fellépett, hogy segítsen pénzt gyűjteni a Katrina hurrikán áldozatai számára. 2007. július 7-én Keith Urbannel együtt előadta a The Rolling Stones 1969-es, Gimme Shelter című számát a New Jersey-i East Rutherfordben, a Live Earth koncertsorozat keretén belül.
2007. december 11-én több más előadóval részt vett a Nobel-békedíj koncerten Oslóban. A koncertet több mint száz országban közvetítették.

## Tears for Water: Songbook of Poems and Lyrics
2004-ben jelent meg első verseskötete, a Tears for Water: Songbook of Poems & Lyrics. Verseiben legbensőbb gondolatait fejezi ki számtalan témáról: az életről, tapasztalatairól érzelmeiről, a modern társadalomról, érintve olyan témákat, mint a háború, prostitúció, politika, demokrácia, vagy akár a spanyolországi táj. Verseinek formája szabadvers. A kötet tartalmazza Keys első két albumának dalszövegeit is és pár mondatot néhány verse hátteréről és arról, miért írta őket.
- Keys, Alicia. Unplugged. Hal Leonard Corporation (2006). ISBN 1-4234-0822-5
- Keys, Alicia. How Can I Keep from Singing?: Transforming the Lives of African Children and Families Affected by AIDS. Umbrage (2006). ISBN 1-884167-60-8

## Magánélet
Keys és Swizz Beatz producer 2010 májusában erősítette meg, hogy eljegyezték egymást. Július 31-én Korzika szigetén összeházasodtak, de szükség lesz még egy polgári szertartásra, hogy házasságuk az Egyesült Államokban is érvényes legyen. Első kisfiuk, Egypt Daoud Ibarr Dean 2010. október 14-én, a második kisfiú Genesis Ali Dean, 2014 decemberben született meg.

## Diszkográfia
- Songs in A Minor (2001)
- Remixed & Unplugged in A Minor (2002)
- The Diary of Alicia Keys (2003)
- Unplugged (2005)
- As I Am (2007)
- Remixed (2008)
- The Element of Freedom (2009)
- Girl On Fire (2012)
- Here (2016)
- The Vault Playlist, Vol. 1. EP (2017)
- Keys (2021)
- Santa Baby (2022)

## Filmográfia

### Mozifilmek
| Év   | Cím                     | Szerep          |
| ---- | ----------------------- | --------------- |
| 2007 | Smokin' Aces            | Georgia Sykes   |
| 2007 | The Nanny Diaries       | Lynette         |
| 2008 | The Secret Life of Bees | June Boatwright |

### Televízió
| Év   | Cím                        | Szerep               | Epizód                                                  |
| ---- | -------------------------- | -------------------- | ------------------------------------------------------- |
| 1985 | The Cosby Show             | Maria                | Slumber Party (I. évad, 22. epizód)                     |
| 2001 | Charmed                    | P3 VIP Patron        | Size Matters (IV. évad, 5. epizód)                      |
| 2003 | American Dreams            | Fontella Bass        | Rescue Me (II. évad, 6. epizód)                         |
| 2003 | The Proud Family           | Saját maga           | The Good, the Bad, and the Ugly (III. évad, 46. epizód) |
| 2005 | Sesame Street              | Saját maga           | 36. évad                                                |
| 2006 | The Backyardigans          | Marslakó mama (hang) | Mission to Mars (II. évad, 1. epizód)                   |
| 2007 | Cane                       | Saját maga           | One Man Is an Island (I. évad, 7. epizód)               |
| 2007 | Elmo's Christmas Countdown | Saját maga           | Karácsonyi különkiadás                                  |
| 2008 | Dove 'Fresh Takes'         | Alex                 | Mind az öt epizódban                                    |
| 2010 | American Idol              | Saját maga           | Mentorként                                              |

## Könyvek
- Keys, Alicia. Songs in A Minor. Hal Leonard Corporation (2001). ISBN 0-634-03776-5
- Keys, Alicia. The Diary of Alicia Keys. Hal Leonard Corporation (2004). ISBN 0-634-07764-3
- Keys, Alicia. Tears for Water: Songbook of Poems and Lyrics. G. P. Putnam's Sons (2004). ISBN 0-425-20560-6

## Turnék
- Amerikai turné (2001)
- Európai turné (2001–2002)
- Ázsiai/ausztrál turné (2004)
- Verizon Ladies First turné (2004) (Beyoncéval és Missy Elliott-tal)
- Európai turné (2004)
- The Diary turné (USA) (2005)
- As I Am turné (Európa, Észak-Amerika, Ázsia, Óceánia) (2008)
- The Freedom Tour (Észak-Amerika, Európa, Afrika) (2010)